# Stóra-Björnsfell
Beim Stóra-Björnsfell handelt es sich um einen Berg vulkanischen Ursprungs im Westen Islands. Sein Volumen wird von Eason et al. (2015) auf 2,6 km3 geschätzt.

## Lage und Höhe
Er befindet sich östlich des Kaldadalsvegurs  im isländischen Hochland. Nördlich von ihm liegt der Gletscher Þórisjökull, südlich der Schildvulkan Skjaldbreiður. Zwischen dem Berg und dem Skjaldbreiður führt eine weitere recht grobe Hochlandpiste, der Skjaldbreiðarvegur , von der Kaldidalur zum Kjalvegur .
Stóra-Björnfell erreicht eine Höhe von 989 m.

## Name
Isländisch björn ist zu Deutsch Bär. Der Name bedeutet also aus dem Isländischen übersetzt: Berg des großen Bären. Westlich von ihm liegt Litla-Björnsfell (914 m), der Berg des kleinen Bären. Andererseits ist Björn auch ein beliebter Männername in Island.
In diesem Fall ist der Berg nach dem Vermesser Björn Gunnlaugsson benannt.

## Vulkanismus
Es handelt sich hier um einen Tafelvulkan, der vorwiegend aus Palagonit besteht und unter einem Eiszeitgletscher entstanden ist.

## Aussehen
Wie gewohnt bei Tafelvulkanen sind seine Flanken sehr steil. Auf dem Gipfel des Berges befindet sich ein großer Krater, der im Allgemeinen entweder mit Schnee oder Eis oder (im Sommer) mit Wasser gefüllt ist.
Der Berg ist etwas länglich in der Form und erstreckt sich gleichzeitig von Südwesten nach Nordosten gemäß der Richtung der südwestlichen Riftzone in Island, auf der er liegt.
Im Nordosten des Berges befindet sich ein durch eine Schlucht von ihm abgetrennter Seitengipfel.

## Bergsteigen
Am besten wandert man von der Piste F338 zunächst nach Norden zum Berg. An der Westseite befindet sich dann ein Grat, über den man hinaufsteigen kann.
Die Aussicht vom Gipfel ist besonders nach Süden und Osten gut. Östlich vom Berg befindet sich ein großer Schildvulkan von 897 m Höhe aus Olivinbasalt, der Skersl heißt.